# 虫纹东方鲀
虫纹东方鲀（学名：Takifugu vermicularis），又稱蟲紋多紀鲀，俗名蟲紋河魨、氣規、規仔为輻鰭魚綱魨形目四齒魨亞目四齒鲀科东方鲀属的一種鱼类。

## 分布
虫纹东方鲀分布于西北太平洋區，包括日本、韓國、朝鲜、中國、台灣等海域。该物种的模式产地在長崎。

## 深度
虫纹东方鲀属于热带近海底层鱼类，水深5至30公尺。

## 特徵
虫纹东方鲀體呈圓筒形，被覆由鱗片特化的細棘；口小。魚背部褐色，並不滿許多白色圓點，腹部白色。除臀鰭為無色外，各鰭皆為黃色，背鰭基部具一黑斑，尾鰭截形，背鰭軟條12至15枚；臀鰭軟條10至13枚，體長可達30公分。

## 生態
虫纹东方鲀一般生活于温带，棲息在近海海域，偶爾會出現在河口區。游動緩慢，受驚嚇時會吸入大量空氣或水，將魚體鼓脹成圓球狀，以嚇退掠食者，屬肉食性，以小型底棲動物為食。

## 經濟利用
虫纹东方鲀不宜食用，魚肉、皮膚、精巢、肝臟及卵巢均有河豚毒素。